# Stemma della Giamaica
Lo stemma della Giamaica fu concesso in origine nel 1661 per autorizzazione della Corona inglese e fu disegnato nella sua prima versione da William Sancroft, allora Arcivescovo di Canterbury.
Lo stemma è composto da un campo d'argento in cui figura una croce rossa caricata di cinque ananas d'oro. È sostenuto da due indiani Arawak e sormontato da un coccodrillo giamaicano.
Nella parte inferiore, su una cintura porpora, si legge il motto ufficiale del paese è in inglese OUT OF MANY, ONE PEOPLE, "Da molti, un popolo", questa frase simboleggia il fatto che per via della colonizzazione (britannica e spagnola) la Giamaica si è arricchita di popoli stranieri (ad esempio africani) e che quindi è un Paese multietnico.
Nelle prime versioni il motto era in latino INDVS VTERQVE SERVIET VNI, "I due Indie serviranno come uno".

## Evoluzioni dello stemma
Lo stemma giamaicano ha conosciuto diverse modifiche nel tempo, di cui solo tre ufficialmente registrate, avvenute nel 1906, 1957 e 1962.

Stemma della Giamaica nel periodo 1875 - 1906.
Stemma della Giamaica nel periodo 1906 - 8 aprile 1957.
Stemma della Giamaica nel periodo 8 aprile 1957 - 13 luglio 1962.
Stemma della Giamaica nel periodo 13 luglio - 6 agosto 1962.